# Huawei
Huawei Technologies Co. Ltd. (кит. трад. 華為技術有限公司, спр. 华为技术有限公司, піньїнь: Huáwèi Jìshù Yǒuxiàn Gōngsī, акад. Хуавей цзишу юсянь ґунси) — одна з найбільших компаній КНР у сфері телекомунікацій. 

## Історія
Компанія Huawei заснована у 1987 році китайським підприємцем та військовим інженером Жень Чженфеєм.
В середині 1990-х почалося зростання комнанії, коли вона отримала від китайського уряду замовлення на створення в країні першої загальнонаціональної телекомунікаційної мережі. Голові корпорації вдалося зустрітися із генеральним секретарем компартії Китаю та заручитися його підтримкою.
У 2006 році в компанії працювало близько 83 тисяч робітників. Щорічно Huawei інвестує у дослідження та розробки не менш 10 % від об'єму підписаних контрактів ($1,26 млрд), залишаючись одним з провідних (13 місце) підприємств серед компаній всього світу за кількістю заявок на отримання патентів — 26,8 тис.
Всього у 2010 році у компанії нараховувалось 8 регіональних відділень та 100 філіалів по всьому світу. Науково-дослідницькі центри Huawei розташовані у Китаї, США, Бангалорі (Індія), Стокгольмі (Швеція) та Москві (Росія).  Компанія створила спільні інноваційні центри з великими світовими операторами зв'язку, як Vodafone Group, BT Group, Telecom Italia, France Telecom, Telefonica, Deutsche Telekom.
У 2006 році компанія демонструвала ріст у сегменті мереж нового покоління, в тому числі мережі 3G.
У 2018 році Huawei стала другим найбільшим виробником смартфонів у світі після Samsung.
6 червня 2017 року було оголошено «BrandZ Top 100 Найцінніші світові бренди 2017», і Huawei посіла 49 місце. 22 липня 2019 року американський журнал «Фортуна» випустив останній номер у списку 500 найкращих у світі, а Huawei посіла 61 місце. У 2018 році Huawei посіла шосте місце в «500 найцінніших торгових марок Китаю». 18 грудня було оголошено «Світовий бренд 500 у 2018 році», і Huawei посіла 58 місце.
У лютому 2018 року, Vodafone і Huawei пройшли перший тест на дзвінки 5G. 9 серпня 2019 року Huawei офіційно випустила систему Hongmeng; 22 серпня випущено 500 найкращих приватних підприємств Китаю, Huawei Investment Holding Co., Ltd. посіла перше місце з 721,2 млрд. Доходів; 15 грудня Huawei виграла першу пакет «Щорічна премія бренду слави в Китаї».
10 серпня 2020 року «Фортуна» оголосила список 500 найкращих у світі (список компаній), а Huawei посіла 49 місце. № 1 серед 500 найкращих китайських приватних підприємств у 2020 році.
17 листопада 2020 року компанія Huawei Investment & Holding Co., Ltd. продала свої господарські активи Honor в цілому. Йдеться про 15 мільярдів доларів. Що стосується слави після доставки, Huawei не володіє акціями, а також не бере участі в управлінні та ухваленні рішень.

## Діяльність компанії
Продукція Huawei містить в собі:
- Обладнання бездротових мереж (LTE/HSDPA/W-CDMA/EDGE/GPRS/GSM, CDMA2000 1xEV-DO/CDMA2000 1X, TD-SCDMA)
- Обладнання базової мережі (IMS, Mobile Softswitch, NGN)
- Мережеві пристрої (FTTx, xDSL, оптичні пристрої, маршрутизатори, мережеві комутатори)
- Додатки та апаратне забезпечення (IN, послуги мобільної передачі даних, BOSS)
- Термінали (мобільні телефони/модеми) (UMTS/CDMA)

21 вересня 2010 року у Гонконзі Huawei продемонструвала 700 Мбіт/сек DSL. Ця демонстрація є першою у своєму класі. Huawei вважає, що завдяки технології SuperMIMO, це рішення дозволить операторам зв'язку будувати економічні, перспективні мережі з великою пропускною здатністю. На практиці здобута швидкість більша ніж 100 Мбіт/сек — це в наш час[коли?] більш підходить операторам, які надають «найшвидший інтернет».
У червні 2018 року з'явилась інформація, що Huawei планує випустити смартфон із гнучним дисплеєм та навіть встигла домовитися про співпрацю з BOE. Проте в запланований термін смартфон випущено не було.
Huawei створила 16 дослідницьких сайтів у Німеччині, Стокгольмі, Швеції, Далласі та Силіконовій долині в США, Бангалорі, Індії, Москві, Росії, Японії, Канаді, Туреччині, Шеньчжені, Шанхаї, Пекіні, Нанкіні, Сіані, Ченду, Ханчжоу, Чунцин, Ухань тощо. Отже. У 2015 році близько 79 000 людей займалися дослідженнями та розробками, що становило 45 % від загальної кількості працівників компанії.
У 2019 році Huawei відкрила підрозділ з розробки розумних автомобілів — компанія має намір стати прямим конкурентом Bosch, постачаючи партнерам апаратні компоненти та ПЗ. У листопаді 2023 року Huawei заявила, що підрозділ буде виділено в самостійну компанію, яка отримає у своє розпорядження основні технології та ресурси, а також інвестиції від партнерів, включаючи Changan Auto.
Наприкінці листопаду 2023 року, Huawei та Sharp підписали довгострокової угоди про перехресне ліцензування технологій, що стосуються стандартів стільникового зв’язку, включаючи 4G та 5G. За словами представників китайського гіганта, угода була досягнута в результаті переговорів, які мали доброзичливий характер. Угода дозволяє сторонам визнавати інтелектуальну власність один одного та спрощувати роботу у сфері стандартизації.
Наприкінці квітня 2024 року, Huawei продемонструвала черговий крок до того, щоб стати великим гравцем у галузі електромобілів — вона представила новий бренд Qiankun, під яким випускатиме ПЗ для інтелектуального водіння.

### Конфлікт з американським урядом
У травні 2019 року міністерство торгівлі США додало компанію Huawei до «чорного списку» після оголошення президентом Трампом надзвичайної ситуації через загрозу національній безпеці від продукції китайського виробника. Обмеження означали, що для роботи з китайською компанією американським фірмам потрібно отримувати дозвіл від органів державної влади.
Наприкінці червня 2019 року, Дональд Трамп після зустрічі з головою КНР Сі Цзіньпіном на саміті G20 в Японії ухвалив рішення дозволити американським компаніям продавати Huawei обладнання, якщо це не буде загрожувати національній безпеці США. Проте міністерство торгівлі уточнило, що рішення президента країни не означає виключення китайської компанії з їхнього «чорного списку».
14—15 липня 2019 року, агентство Reuters з посиланням на власні джерела повідомляло, що США можуть почати видавати ліцензії американським компаніям для відновлення торгівлі з китайською Huawei «в найближчі два-чотири тижні». Міністерство торгівлі Сполучених Штатів видало Huawei тимчасову ліцензію на 90 днів — до 19 серпня 2019 року.
Голова правління Huawei Го Пін відреагував на санкції такою заявою: «Ми очікуємо, що наш бізнес неминуче буде порушено. Ми постараємося зробити все можливе, щоб знайти рішення.. Виживання є ключовим словом для нас нині».
Про бажання відновити співпрацю з Huawei заявили зацікавлені компанії, серед яких великі корпорації Intel, Qualcomm, Broadcom та інші. Проте послідувало чергове загострення відносин та провал консультацій. На початку серпня 2019 року уряд Китаю тимчасово припинив закуповувати продукцію американських фермерів, у відповідь влада США вирішила поки не видавати ліцензії американським компаніям на роботу з китайською Huawei.
Після того, як компанія Google вирішила не отримувати спеціальний дозвіл на співпрацю з Huawei, остання найняла юридичну фірму Sidley Austin для лобіювання торгівлі. Лобіювання стосуватиметься контролю експорту, торгових обмежень і «інших тем, пов'язаних з національною безпекою».
19 вересня 2020 року, компанія представила лінійку смартфонів Huawei Mate 30 та Mate 30 Pro, що, як і раніше, працюють на операційній системі Android, але без доступу до сервісів Google, включаючи магазин Google Play, поштовий клієнт Gmail, пошук тощо. Раніше компанія Huawei сама анонсувала вихід нових флагманів у вересні 2019 року, що працюватимуть на версії Android з відкритим сирцевим кодом.
У червні 2021 року Президент США Джо Байден підписав указ про внесення 59 китайських компаній до «чорного списку», серед яких є і Huawei, підозрювана у шпигунстві на КНР. У листопаді 2021 Байден підписав закон, який забороняє використовувати у Сполучених Штатах обладнання китайських телекомунікаційних компаній Huawei та ZTE.

### Скандал із порушенням санкцій США проти Ірану
Фіндиректора Huawei заарештували в Канаді в грудні 2018 року за звинуваченням у порушенні санкцій США проти Ірану. Її затримання спровокувало дипломатичну кризу і відповідні торгові заходи Китаю. Представник фіндиректора Huawei стверджує, що працівники прикордонної служби «під виглядом рутинної прикордонної перевірки» незаконно затримали, обшукали та допитали їхню клієнтку, щоб отримати від неї покази до арешту і законного виконання її прав. В 2021 році суд у США схвалив угоду між фінансовим директором китайської компанії Huawei Мен Ваньчжоу і американською прокуратурою про припинення справи про порушення санкцій проти Ірану. З неї знімуть всі звинувачення до 1 грудня 2022 року.

### Скандал із відображенням Тайваню
У середині серпня 2019 року компанію Huawei звинуватили в підтримці сепаратистів Тайваню (див. Республіка Китай). Користувачі помітили, що в залежності від обраного написання ієрогліфів (традиційного, поширеного на Тайвані, або спрощеного) тайванське місто Тайбей або позначається як частина окремої держави, або опиняється в часовому поясі материкового Китаю — КНР. Китайці у соціальних мережах започаткували флешмоб, поширюючи скриншоти з екранів смартфону з хештегом-закликом: «Хуавей, геть із Китаю» (кит.: 华为滚出中国 або англ. #HuaweiGetoutofChina)
Інформація щодо проросійських пропагандистів в Huawei-Україна
У 2024 р. український офіс компанії Huawei – Huawei-Україна опинився в центрі уваги українських та західних ЗМІ через інформацію щодо перебування в її команді одіозних проросійських пропагандистів, зокрема Олени Дьяченко, яка до повномасштабної війни займала активну антиукраїнську позицію, що слідує з аналізу її виступів на телебаченні. В Huawei-Україна уникають контактів зі ЗМІ і не коментують, чому в їх київському офісі працює людина з антиукраїнськими поглядами, яка може бути пов’язана в співпраці з Росією.

## Операційна система Hongmeng
ОС Hongmeng (кит. трад. 鴻蒙, спр. 鸿蒙, піньїнь Hóngméng OS, також Harmony OS, кодова назва Ark; офіційної назви на літо 2019 року немає) — операційна система, сумісна з Android (використання Android Open Source Project, AOSP не підтверджене), яка розробляється компанією Huawei з 2012 року для використання в майбутніх продуктах. Разом з Huawei в розробці беруть участь Tencent, дочірні компанії BBK (Oppo і Vivo) і Xiaomi. За результатами перших тестів, Hongmeng була швидше Android на 60 відсотків.
У травні 2019 року керівництво Huawei на тлі конфлікту з міністерством торгівлі США оголосило про використання власної операційної системи в разі обмежень на Android або Windows. ЗМІ повідомляли про можливий випуск Hongmeng у серпні-вересні 2019-го, або в другому кварталі 2020 року. Проте 18 липня, під час прес-конференції в Брюсселі, член ради директорів, старший віцепрезидент компанії Кетрін Чень (Catherine Chen) розповіла, що Huawei планує і далі використовувати мобільну операційну систему від Google, а їхня власна Hongmeng «не призначена для смартфонів». За її словами, ця ОС призначена для використання на підприємствах, і робота над нею почалася задовго до внесення Huawei та її 70 дочірніх підприємств до «чорного списку» США. Адаптація ОС для смартфонів по своєму призначенню, є вимушеним «планом Б», який передбачила корпорація Huawei у випадку неможливості використання продуктів Microsoft та Google.

## Основні показники діяльності компанії
- Оборот коштів в 2007 році — $12,5 млрд (на 48 % більше ніж в 2006 р.). В сегменті мобільного зв'язку 45 % всіх нових контрактів Huawei це створення інфраструктури UMTS/HSPA та 44,8 % — на будову мереж CDMA. Основні клієнти Huawei — це 35 з 50 найкрупніших світових операторів зв'язку[44].

- Виручка у 2008 році — $23,3 млрд (ріст на 46 %), чистий прибуток — $1,15 млрд. У 2008 рентабельність операційного прибутку Huawei зросла з 3 % до 13 %[45].

- Оборот коштів у 2008 році — $21.5 млрд (зниження на 7,7 %)[46]. Чистий прибуток компанії, порівняно з 2007 роком, зріс у 2,3 раза, та склав — $2,7 млрд. Прибуток від продажу — $21,8 млрд (збільшення на 19 %). Рентабельність чистого прибутку — 12,2 %[47].

Обладнання Huawei використовується в Україні у СП ВАТ ІТК. Під власним брендом Huawei поставляє в Україну телефони та 3G модеми CDMA-стандарту для оператора Інтертелеком.